# San Ignacio de Velasco
San Ignacio de Velasco – miasto w Boliwii, w departamencie Santa Cruz, w prowincji José Miguel de Velasco.